# Pantielejmon Tachczianow
Pantielejmon Iwanowicz Tachczianow (ros. Пантелеймон Иванович Тахчианов, ur. 7 września?/20 września 1906 we wsi Verişan w obwodzie karskim, zm. we wrześniu 1977 w Moskwie) – funkcjonariusz radzieckich służb specjalnych, pułkownik.

## Życiorys
Urodzony w greckiej rodzinie chłopskiej, skończył szkołę wiejską w rodzinnej wsi, 1926-1928 uczył się w radzieckiej szkole partyjnej w Symferopolu, później w ogólnokształcącej szkole średniej w Symferopolu i Teodozji. Od sierpnia 1918 do czerwca 1921 pracował jako robotnik rolny, od czerwca 1921 do stycznia 1921 żołnierz Armii Czerwonej, później wyrobnik w truście w Symferopolu. Od czerwca 1938 funkcjonariusz OGPU, pracownik Pełnomocnego Przedstawicielstwa OGPU Krymu, od lipca 1929 w WKP(b), 1930-1931 pełnomocnik Wydziału Specjalnego PP OGPU Krymu. Od 1931 do września 1932 pełnomocnik Wydziału Kontrwywiadowczego i Wydziału Zagranicznego PP OGPU Krymu, 1932-1933 w rezerwie specjalnej OGPU ZSRR, 1933-1939 odkomenderowany służbowo przez INO OGPU/NKWD ZSRR do Turcji, od 20 grudnia 1936 porucznik bezpieczeństwa państwowego. Od października do grudnia 1939 w rezerwie NKWD ZSRR, od 29 grudnia 1939 do kwietnia 1940 pełnomocnik operacyjny Oddziału 9 Wydziału 3 GUGB NKWD ZSRR, od kwietnia 1940 do lutego 1941 ponownie odkomenderowany do Turcji, 22 października 1941 awansowany na starszego porucznika bezpieczeństwa państwowego.
Od 27 lutego do 11 sierpnia 1941 szef Wydziału 6 Zarządu 1 NKGB ZSRR, 28 kwietnia 1941 mianowany kapitanem bezpieczeństwa państwowego, od 11 sierpnia do 30 listopada 1941 szef Wydziału 8 Zarządu 1 NKWD ZSRR, od 30 listopada 1941 do 1 kwietnia 1942 szef Wydziału 5 Zarządu 1 NKWD ZSRR. Od 27 maja 1942 do 7 maja 1943 zastępca ludowego komisarza spraw wewnętrznych Turkmeńskiej SRR, 11 lutego 1943 awansowany na podpułkownika bezpieczeństwa państwowego, od 7 maja 1943 do 10 lutego 1945 ludowy komisarz bezpieczeństwa państwowego Turkmeńskiej SRR, od 19 listopada 1943 pułkownik bezpieczeństwa państwowego, od 10 lutego do 10 sierpnia 1945 w rezerwie. Od 10 sierpnia 1945 do 15 czerwca 1946 zastępca szefa Wydziału 7 Zarządu 2 NKGB/MGB ZSRR, następnie p.o. szefa, a od 25 grudnia 1946 do 25 grudnia 1951 szef Wydziału „2-D” 2 Głównego Zarządu MGB ZSRR, od 25 grudnia 1951 do 5 sierpnia 1952 szef Wydziału 5 Głównego Zarządu 2 MGB ZSRR. Od 5 sierpnia 1952 do 17 marca 1953 szef Wydziału 4 Głównego Zarządu 2 MGB ZSRR, od 8 kwietnia do listopada 1953 szef Wydziału 1 Zarządu MWD obwodu saratowskiego, 12 grudnia 1953 zwolniony ze służby.

## Odznaczenia
- Order Czerwonego Sztandaru (dwukrotnie – 25 lipca 1949 i 31 sierpnia 1971)
- Order Wojny Ojczyźnianej I klasy (24 sierpnia 1949)
- Order Czerwonej Gwiazdy (dwukrotnie – 20 września 1943 i 21 lutego 1945)
- Odznaka „Zasłużony Funkcjonariusz NKWD” (27 kwietnia 1940)

I 7 medali.